# Eleições estaduais na Paraíba em 1945
As eleições estaduais na Paraíba em 1945 ocorreram em 2 de dezembro sob as regras decreto-lei 7.586 e uma resolução do Tribunal Superior Eleitoral editada em 8 de setembro como parte das eleições no Distrito Federal, 20 estados e no território federal do Acre. Foram eleitos dois senadores e dez deputados federais membros da Assembleia Nacional Constituinte destinada a elaborar a Constituição de 1946 e assim restaurar o regime democrático após o Estado Novo.
Na eleição para senador o mais votado foi Adalberto Ribeiro. Nascido no Recife, graduou-se advogado em 1908 na Universidade Federal de Pernambuco e residiu em Vitória onde presidiu o Conselho Municipal. Após deixar o Espírito Santo chegou à Paraíba em 1934, ano em que foi eleito deputado estadual constituinte. Presidente da seção paraibana da Ordem dos Advogados do Brasil e membro do Instituto dos Advogados Brasileiros, agiu na condição de inspetor de ensino e esteve longe da política durante o Estado Novo. Eleito senador pela UDN, foi signatário da Carta Magna de 1946. Renunciou ao mandato em 1951 após aprovação em concurso público no Rio de Janeiro e durante quatro meses seu mandato esteve às mãos de Epitácio Pessoa até que este veio a falecer.
Diante dos fatos, houve uma eleição suplementar em 4 de novembro de 1951 a fim de preencher a vaga e o escolhido foi Veloso Borges, um farmacêutico nascido em Pilar e formado na Universidade Federal da Bahia. Residiu no Amazonas e no Rio de Janeiro ora exercendo seu ofício, ora como diretor de empresas e nesse compasso assumiu o cargo de vice-presidente do Banco Aliança do Rio de Janeiro, este pertencente ao seu genro, João Úrsulo. Ligado politicamente a José Américo de Almeida, foi eleito senador via PSD.
Sobre a outra vaga senatorial aberta em 1945, esta foi entregue a Vergniaud Wanderley. Advogado natural de Campina Grande e formado na Universidade Federal de Pernambuco, foi promotor de justiça em Blumenau por cinco anos a partir de 1930. De volta à Paraíba foi chefe de polícia e secretário de Viação e Obras Públicas. Nomeado prefeito de sua cidade natal em 1935, afastou-se com a decretação do Estado Novo, mas retomou o posto em 1940. Eleito senador pela UDN, assinou a Carta Magna de 1946 e desempenhou suas funções até a renúncia em 1952, quando assumiu uma cadeira de ministro no Tribunal de Contas da União. Como o suplente, Antônio Pereira Diniz, exercia o mandato de deputado federal, os paraibanos ficaram privados de um senador até a convocação de eleições extraordinárias.
O pleito suplementar para esta vaga foi decidido em favor de Assis Chateaubriand. Empresário do setor de comunicação, formou-se na Universidade Federal de Pernambuco e com o passar dos anos firmou-se não apenas como advogado e jornalista, mas como proprietário dos Diários Associados, maior conglomerado de mídia do país até o surgimento do Grupo Globo. Natural de Umbuzeiro, foi eleito senador por seu estado em 9 de março de 1952 e mais tarde conquistaria um novo mandato pelo Maranhão.

## Resultado da eleição para senador
Dados fornecidos pelo Tribunal Regional Eleitoral da Paraíba com informações complementares do Senado Federal.
| Candidatos a senador da República | Primeiro suplente de senador | Número | Coligação           | Votação | Percentual |
| --------------------------------- | ---------------------------- | ------ | ------------------- | ------- | ---------- |
| Adalberto Ribeiro UDN             | Epitácio Pessoa PTB          | -      | UDN (sem coligação) | 74.477  | 26,75%     |
| Vergniaud Wanderley UDN           | Pereira Diniz UDN            | -      | UDN (sem coligação) | 73.942  | 26,55%     |
| Antônio Galdino Guedes PSD        | Não havia -                  | -      | PSD (sem coligação) | 57.940  | 20,81%     |
| José Pereira Lira PSD             | Não havia -                  | -      | PSD (sem coligação) | 57.044  | 20,48%     |
| Luís Carlos Prestes PCB           | Não havia -                  | -      | PCB (sem coligação) | 7.571   | 2,72%      |
| João Santa Cruz de Oliveira PCB   | Não havia -                  | -      | PCB (sem coligação) | 7.485   | 2,69%      |

## Deputados federais eleitos
São relacionados os candidatos eleitos com informações complementares da Câmara dos Deputados.

Representação eleita
  UDN: 7
  PSD: 3

Fonteː
| Deputados federais eleitos | Partido | Votação | Percentual | Cidade onde nasceu | Unidade federativa |
| Argemiro de Figueiredo     | UDN     | 13.989  |            | Campina Grande     | Paraíba            |
| Janduhy Carneiro           | PSD     | 10.547  |            | Pombal             | Paraíba            |
| João Agripino              | UDN     | 10.356  |            | Brejo do Cruz      | Paraíba            |
| João Úrsulo                | UDN     | 9.797   |            | Santa Rita         | Paraíba            |
| Samuel Duarte              | PSD     | 9.683   |            | Alagoa Nova        | Paraíba            |
| Plínio Lemos               | UDN     | 7.533   |            | Areia              | Paraíba            |
| José Joffily               | PSD     | 7.076   |            | Campina Grande     | Paraíba            |
| Ernani Sátiro              | UDN     | 6.759   |            | Patos              | Paraíba            |
| Fernando Nóbrega           | UDN     | 6.310   |            | João Pessoa        | Paraíba            |
| Osmar de Aquino            | UDN     | 4.907   |            | Guarabira          | Paraíba            |

## Eleição suplementar de 1951

### Resultado para senador
Foram apurados 74.810 votos nominais, 1.960 votos em branco (2,46%) e 2.754 votos nulos (3,46%), resultando no comparecimento de 79.524 eleitores.
| Candidatos a senador da República     | Primeiro suplente de senador | Número | Coligação | Votação | Percentual |
| ------------------------------------- | ---------------------------- | ------ | --------- | ------- | ---------- |
| Veloso Borges PL                      | Ver abaixo -                 | -      | PL, PSD   | 53.690  | 71,77%     |
| Epitácio Cordeiro Pessoa Cavalcante - | Ver abaixo -                 | -      | -         | 21.120  | 28,23%     |

### Resultado para suplente
Foram apurados 54.019 votos nominais, 1.788 votos em branco (2,25%) e 23.717 votos nulos (29,82%), resultando no comparecimento de 79.524 eleitores.
| Primeiro suplente de senador | Candidatos a senador da República | Número | Coligação | Votação | Percentual |
| ---------------------------- | --------------------------------- | ------ | --------- | ------- | ---------- |
| Francisco de Paula Porto PSD | Ver acima -                       | -      | PL, PSD   | 48.067  | 88,98%     |
| Francisco Serrano Falcão -   | Ver abaixo -                      | -      | -         | 5.952   | 28,23%     |

## Eleição suplementar de 1952

### Resultado para senador
Num cenário de candidatura única foram apurados 15.520 votos em branco (15,69%) e 4.332 votos nulos (4,38%) que, se somados aos votos nominais, resultam no comparecimento de 98.909 eleitores.
| Candidatos a senador da República | Primeiro suplente de senador | Número | Coligação | Votação | Percentual |
| --------------------------------- | ---------------------------- | ------ | --------- | ------- | ---------- |
| Assis Chateaubriand PSD           | Ver abaixo -                 | -      | PL, PSD   | 79.057  | 100%       |

### Resultado para suplente
Foram apurados 89.134 votos nominais, 5.371 votos em branco (5,43%) e 4.404 votos nulos (4,45%), resultando no comparecimento de 98.909 eleitores.
| Primeiro suplente de senador | Candidatos a senador da República | Número | Coligação | Votação | Percentual |
| ---------------------------- | --------------------------------- | ------ | --------- | ------- | ---------- |
| Drault Ernani PSD            | Ver acima -                       | -      | PL, PSD   | 74.508  | 83,59%     |
| João Lelis de Luna Freire -  | Ver acima -                       | -      | -         | 14.626  | 16,41%     |